# Risonanza di Fermi
In fisica, la risonanza di Fermi è una variazione dei livelli energetici e dell'intensità di assorbimento dello spettro a infrarossi o Raman di una molecola rispetto ai livelli previsti dai modelli basilari della teoria, analogamente a quanto avviene con i battimenti in musica, ma qui è un effetto quantistico che comporta il mescolamento di stati fondamentali. Il fenomeno prende il nome dal fisico italiano Enrico Fermi che l'ha spiegato per primo e comporta che una molecola assorba onde eletromagnetiche, tipicamente nello spettro infrarosso, a frequenze e intensità diverse rispetto a quelle previste nei modelli base. Un articolo del 2024 pone questo meccanismo alla base dell'effetto serra provocato dal biossido di carbonio.

## Descrizione

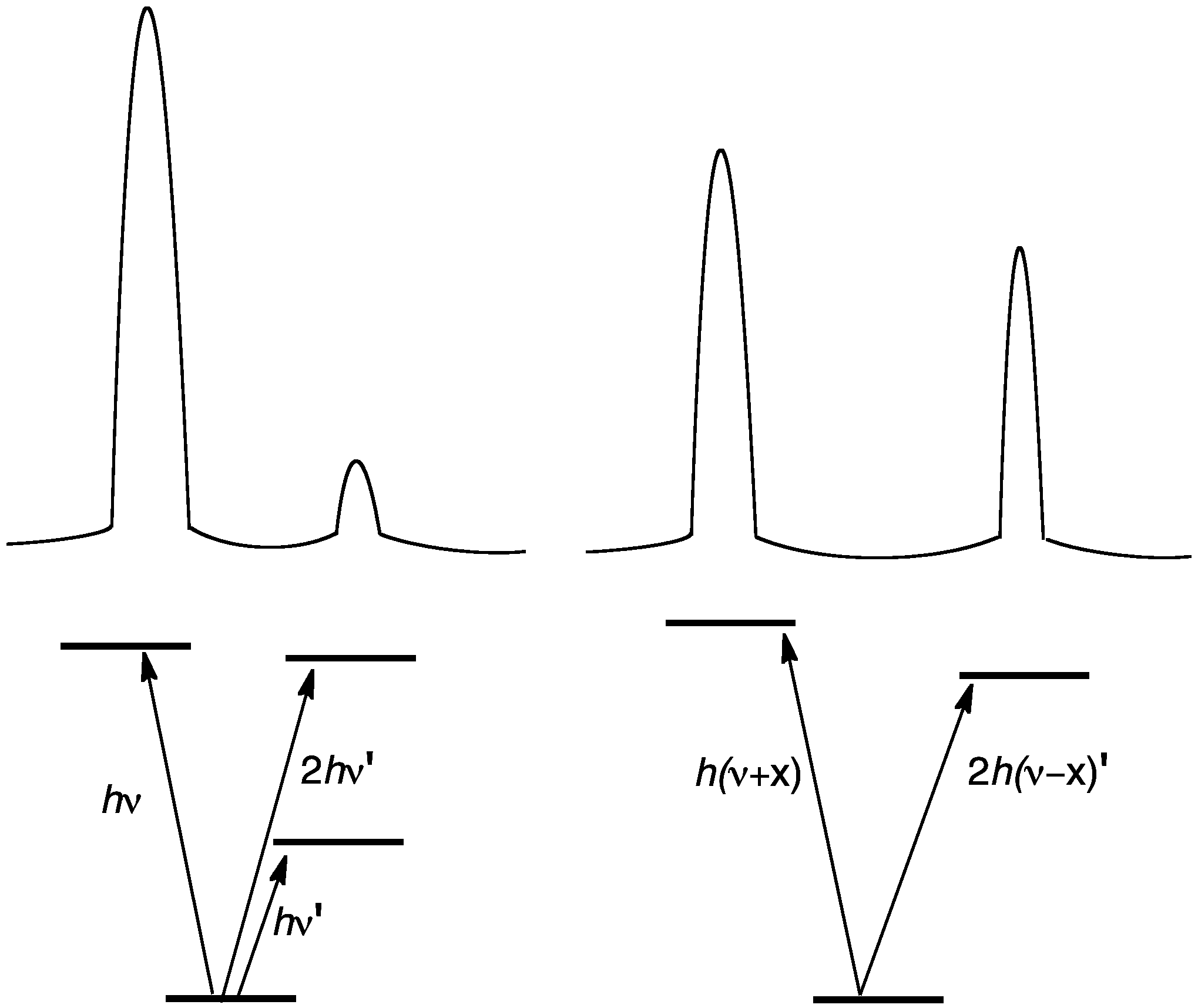
Schema di un modo normale di vibrazione e di un ipertono prima e dopo la risonanza di Fermi. In basso lo schema dei livelli energetici.

Le molecole colpite da onde elettromagnetiche possono, se della frequenza giusta, assorbirle e passare ad uno stato energetico superiore, che consiste in una diversa frequenza di vibrazione di uno o più dei possibili modi di vibrazione (si veda figura a lato per il caso della CO2).

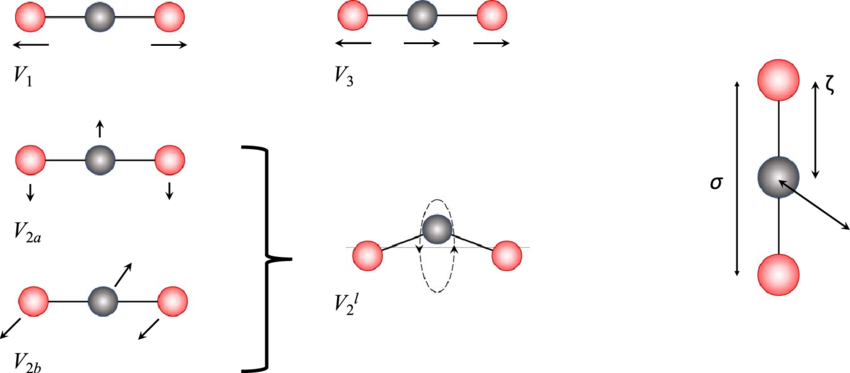
Modi vibrazionali di una molecola di biossido di carbonio (CO_{2})

Alcuni modi di vibrazione possono avere casualmente frequenze molto simili o multiple l'una dell'altra. Ad esempio, nel caso della CO2, l'energia associata a un livello del modo V1 indicato in figura è quasi uguale al doppio dell'energia associata a un livello di V2 (ipertono di V2).
In questi casi si hanno due effetti (figura in basso):
- uno spostamento verso l'alto della frequenza del livello già più alto e uno spostamento verso il basso del livello già più basso;
- la frequenza con l'assorbimento più debole guadagna intensità (assorbe più radiazione) e quella più intensa si indebolisce.

In definitiva il numero di frequenze assorbite non varia, ma ne varia leggermente la frequenza e l'intensità di assorbimento.